# Мей Шен
Мей Шен (*枚乘, д/н — †140) — китайський поет, один з провідних майстрів одічної поезії (фу) епохи Західна Хань.

## Життєпис
Народився в Хуайян (сучасна провінція Цзянсу). Походив з родини провінційних чиновників. Розпочав службу при дворі князівства У (сучасна провінція Чжецзян) — одного з молодших синів Лю Бана, засновника династії Хань.
Довідавшись, що принц збирається взяти участь у заколоті, Мей Шен послав донесення в столицю, а сам втік до князівства Лян (південний схід сучасної провінції Хенань), на чолі якого був принцом Лю У (або Лян-ваном). Увійшовши до найближчого оточення Лян-вана, визнаного покровителя вчених і літераторів, Мей Шен в короткий час став відомий як видатний поет.
На початку правління імператора Лю Ці Мей Шена було запрошено на службу до столичного відомства — секретарем в Департаменті сільського господарства, але незабаром він подав у відставку і повернувся до двору Лян-вана.
Після смерті свого покровителя Мей Шен виїхав на батьківщину. Імператор У-ді, ще будучи в статусі спадкоємця престолу, почувши про таланти Мей Шена, особисто запросив його до столиці. Незважаючи на похилий вік і труднощі далекої дороги, він прийняв запрошення, але в дорозі помер 140 року.

## Творчість
Мей Шен створив 9 од-фу, проте збереглося лише 2 оди: «Лян-ван Туюань фу» («Ода про Парк повитиць принца Лян») і «Люй фу» («Ода про вербу»). Був також автором прозопоетичного твору «Ці фа» («Сім настанов»), що стоїть поза прийнятих жанрових форм.
З них «Ці фа» є найсвоєріднішим. Побудовано у вигляді діалогу між спадкоємцем царства Чу і «гостем з царства У» У-ке. Визнається одним з перших літературних творів, де знайшов відображення процес злиття власне поетичного і філософського бачення світу. Особливою є лексика цього твору, де філософські категорії і терміни переводяться в поетичну мову.